# La furia de MacKenzie
La Furia de MacKenzie es una película española de 2005 de los directores andaluces P. Campano, F. Caña y J.L. Reinoso. En ella se rinde tributo a las monster-movies norteamericanas de fines de los años 80. Participó en la XVI Semana de Cine Fantástico de San Sebastián. Historia ambientada en los Estados Unidos, fue rodada en Carmona.

## Sinopsis
Dos presos, MacKenzie y Branson, huyen del sheriff Apollo por el campo refugiándose en la casa de un escritor de novelas. Allí conocerán el terror extraterrestre y los secretos ocultos de la familia de rehenes.
Mackenzie es un prisionero de los peligrosos. Mientras era trasladado al lugar donde sería ejecutado, el Sheriff Apollo decidió ajusticiarlo en el medio del desierto. Pero Mackenzie logró escapar junto a su secuaz. Y todo los termina guiando hacia la casa de una familia cuya normalidad estará por comprobarse. Si a todo esto le agregamos la presencia de siniestras y voraces criaturas de dudosa procedencia, no nos queda otra que prepararnos para lo inesperado. Una película alegremente desenfadada, cargada de un increíble desparpajo y un evidente amor por el género.
De eso se trata "La furia de Mackenzie", surgida de un grupo de amigos que se juntaron para divertirse haciendo una película, sin dejar que la diversión relegue la calidad. Filmada durante los fines de semana, con mucho esfuerzo y más talento aún, esta película tiene la admirable cualidad del fanatismo. Algo que se nota en cada movimiento de cámara, cada efecto especial, cada gag humorístico, elementos que elevan lo artesanal a otra dimensión.